# 垤玛乡
垤玛乡是中华人民共和国云南省红河哈尼族彝族自治州红河县下辖的一个乡镇级行政单位。

## 行政区划
垤玛乡下辖以下地区：
垤玛村、独格村、牛红村、腊哈村、河玛村和曼培村。